# أماندا نيلسن
أماندا نيلسن (بالدنماركية: Amanda Nielsen)‏ هي مغنية دنماركية، ولدت في 16 فبراير 1866، وتوفيت في 2 ديسمبر 1953.